# 환풍기

옥상 위에서 자주 볼 수 있는 풍력 환풍기.

환풍기(換風機)는 실내의 공기를 바깥의 공기가 환기 시켜주는 기구이다. 모터는 프로펠러 등을 회전시켜 공기를 흐르게 한다. 창문이나 벽 위쪽에 설치되는 경우가 많다.